# Шевченко, Павел Анатольевич
Павел Анатольевич Шевченко (род. 11 декабря 1964, Энгельс Саратовской области) — командир отделения Отряда милиции особого назначения при Приволжском управлении внутренних дел на транспорте, старший сержант милиции, Герой Российской Федерации (30.12.1999).

## Биография
Окончил среднюю школу № 21 города Энгельса и в 1982 году поступил в Индустриально-педагогический техникум. В 1983—1985 гг. служил в Советской Армии. Затем трудился наладчиком на Энгельсском производственном объединении «Сигнал».
С 1993 г. — в органах Министерства внутренних дел России: милиционер-боец, затем — командир отделения в Отряде милиции особого назначения при Приволжском управлении внутренних дел на транспорте в Саратове. В составе сводных отрядов ОМОН участвовал в боях первой и второй чеченских войн.
В ночь на 2 декабря 1999 года крупное бандформирование попыталось уничтожить отряд ОМОН Приволжского УВДТ в месте дислокации (отряд размещался в пассажирских вагонах на станции Наурская). По вагонам с милиционерами был открыт шквальный огонь из ближайших лесопосадок и строений. Сразу после нападения старший сержант П.А. Шевченко с пулемётом выскочил из вагона и открыл ответный огонь по боевикам, целясь по вспышкам выстрелов. Прицельным огнём подавил несколько огневых точек и нанес врагу значительные потери, в том числе уничтожил пулемётный расчет боевиков; своими действиями вызвал огонь противника на себя, что позволило остальным омоновцам занять оборону. В этом бою был ранен, но продолжал вести огонь по врагу до полного отражения атаки; боевики были вынуждены отступить. Среди личного состава ОМОН погибших не было.
За мужество и героизм, проявленные в ходе контртеррористической операции на Северном Кавказе, Указом Президента Российской Федерации № 1745 от 30 декабря 1999 года старшему сержанту милиции Шевченко Павлу Анатольевичу присвоено звание Героя Российской Федерации.
Окончил Саратовский юридический институт, несколько лет возглавлял отдел собственной безопасности ОРБ-16 Департамента безопасности МВД России с дислокацией в г. Саратов. В настоящее время — пенсионер (с 2009 года), майор милиции. Состоит членом организации «Боевое братство». 9 декабря 2017 открыта памятная доска на здании школы № 21 г. Энгельса.

## Награды и признание
- Медаль «Золотая Звезда» Героя России (30.12.1999)
- медали
- Почётный гражданин Энгельсского муниципального района (2008)[1].